# سن شياو
سن شياو (بالصينية: 孙晓) هي لاعب هوكي الحقل صينية، ولدت في 13 يونيو 1992.

## وصلات خارجية
- سن شياو على موقع أوليمبيديا (الإنجليزية)
- سن شياو على موقع اللجنة الأولمبية الصينية (الإنجليزية)